# Oiseau sur timbres

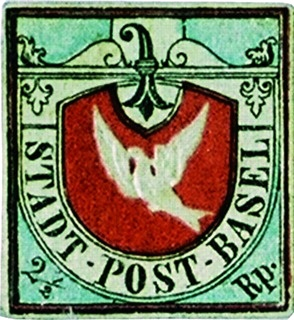
Colombe de Bâle.

Le thème de l'Oiseau est l'un des plus populaires de la philatélie thématique.

## L'oiseau en tant que symbole
Les premières apparitions des oiseaux sur timbre ont généralement une forte connotation symbolique. En 1843, un aigle impérial figure dans le blason du timbre appelé Double de Genève émis par le canton suisse correspondant. En 1845, toujours en Suisse, la colombe de Bâle est le premier timbre dont le motif principal est un oiseau dans sa dimension symbolique. D'une manière très symbolique, la poste française, utilise comme symbole l'oiseau postal qui a figuré sur certains timbres.

### L'aigle

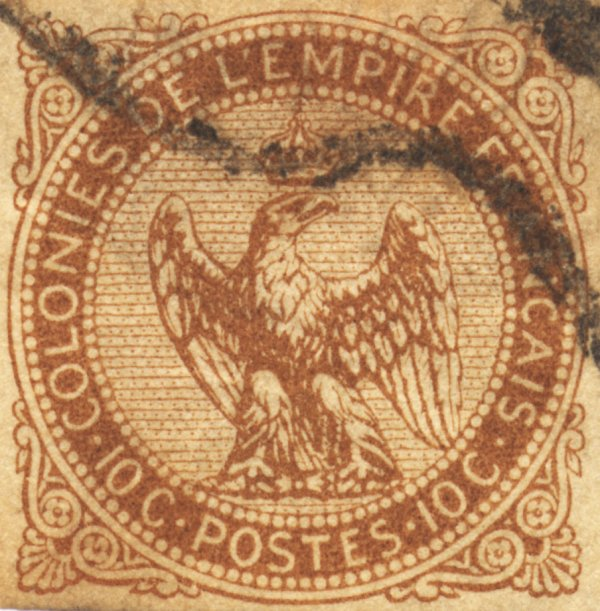
Colonies françaises, Second Empire.

L'aigle sera repris à de nombreuses reprises soit en tant que sujet principal, soit comme élément d'un ensemble (typiquement dans un motif concernant des armoiries). Par exemple, en 1859, l'aigle (impérial) est le sujet de la première émission à destination des colonies françaises. On le retrouve d'ailleurs sur des timbres fiscaux en tant que sujet principal (articles d'argent de 1865, dimension de 1862, récépissés de chemin de fer de 1864) ou inséré dans un manteau (dimension de 1865), ou dans des armoiries (journaux). On le retrouve dans les États allemands (Bergedorf, Lubeck, Prusse) puis dans l'Empire proprement dit en 1872 et en 1875.

### La colombe

La colombe de l'émission Europa de 1961 (Allemagne de l'Ouest).

La colombe, en tant que symbole de la paix, est un thème fréquent et très ancien comme nous l'avons mentionné plus haut avec la colombe de Bâle en 1845.
Le sujet est universel et il a été notamment utilisé dans le cadre des premières émissions Europa en 1961. Cette même année, la France a émis un timbre de la série artistique avec un motif de Georges Braque, le messager.
Il est bien entendu fréquent dans les périodes de fin de conflit. On le retrouve notamment en France en 1946 (à l'occasion de la conférence de Paris).

## Les oiseaux originaux
De nombres pays ont choisi de glorifier un oiseau original et caractéristique de leur région. On trouve ainsi :
- La Sittelle kabyle en Algérie,
- Le Cagou en Nouvelle-Calédonie,

## Les grandes séries
Certains pays ont dédié des séries de timbres d'usage courant aux oiseaux. On trouvera ainsi :
- En Belgique, les Oiseaux de Buzin.